# Архиепархия Сольтание
Архиепархия Сольтание (лат. Archidioecesis Soltaniensis) — архиепархия Римско-Католической церкви с центром в городе Сольтание. Архиепархия существовала с 1318 года по 1425 год. В митрополию Сольтание входили епархии Нахичевани, Тебриза, Тифлиса, Мераге, Квилона, Самарканда и архиепархия Себастополиса Абасгийского. В настоящее время архиепархия Сольтание является титулярной.

## История
С первой половины XIII века на территории Персии началась миссионерская деятельность Римско-Католической церкви, которой способствовала толерантная религиозная политика монголов. 1 апреля 1318 года римский папа Иоанн XXII издал буллу «Redemptor noster», которой учредил в столице государства Хулагуидов Сольтание одноимённую архиепархию. Этой же буллой Иоанн XXII учредил церковную провинцию в Монгольской империи с центром в городе Ханбалык. Первым архиепископом Сольтание был назначен доминиканец Франческо из Перуджи. Митрополии Сольтание были починены епархии в Нахичевани в Армении, Тебризе, Тифлисе в Грузии, Мераге, Квилоне в Индии, Самарканде в Чагатайском улусе и архиепархия в Севастополе Абасгийском. На рукоположении архиепископа Сольтание Франческо из Перуджи присутствовали епископ из Квилона Журден де Северак и самаркандский епископ Томассо-ди Манкасоля.
Архиепархия Сольтание была уничтожена во время нашествия войск Тамерлана и прекратила своё существование в конце XIV века. Среди оставшихся епархий до половины XVIII века сохранилась только лишь Нахичеванская епархия.
C XV века архиепархия Солльтание стала титулярной архиепархией Римско-Католической церкви.

## Ординарии архиепархии
- архиепископ Франческо из Перуджи O.P.[1] (1.08.1318 — ?);
- архиепископ Гийом Адам O.P. (6.10.1322 — 26.10.1324), назначен архиепископом Антивари;
- архиепископ Иоанн I де Кори O.P. (9.08.1329 — ?);
- архиепископ Гульельмо O.P.;
- архиепископ Иоанн II из Пьяченцы O.P. (9.01.1349 — ?);
- архиепископ Томассо O.P. (28.02.1386 — ?);
- архиепископ Доменико Манфреди O.P. (18.08.1388 — ?);
- архиепископ Иoанн III O.P. (26.08.1398 — ?);
- архиепископ Никола де Роберти O.P. (24.01.1401 — ?);
- архиепископ Джованни O.P. (12.12.1423 — ?);
- архиепископ Томассо Абаранер O.P. (19.12.1425 — ?).

## Титулярные архиепископы
- архиепископ Франсиско де Саласар O.F.M. (12.09.1548 — ?);
- архиепископ Бернардино ди Кармона (10.07.1551 — ?);
- архиепископ Альберт Биттер (9.10.1922 — 19.12.1926).

## Источник
- Annuario Pontificio, Libreria Editrice Vaticana, Città del Vaticano, 2003, ISBN 88-209-7422-3
- Konrad Eubel, Hierarchia Catholica Medii Aevi, vol. 1 Архивная копия от 9 июля 2019 на Wayback Machine, pp. 457 e 544; vol. 3 Архивная копия от 21 марта 2019 на Wayback Machine, p. 302
- Gaetano Moroni, Dizionario di erudizione storico-ecclesiastica, vol. 71, pp. 50-51
- Les Frères Uniteurs, in Revue de l’Orient Chrétien, 1920-21, pp. 145
- Storia della Chiesa Архивная копия от 9 ноября 2014 на Wayback Machine, Hubert Jedin, volume V/2, 1993, pp. 131—132
- Konrad Eubel, Die während des 14. Jahrhunderts in Missionsgebiet des Dominikaner und Franziskaner errichteten Bisthümer, в Stephan Ehses, Festschrift zum Elfhundertjährigen Jubiläum des Deutschen Campo Santo in Rom, Freiburg im Breisgau, 1897, pp. 170—195